# Distrito municipal de Vilkpėdė
Distrito municipal de Vilkpėdė es un distrito municipal perteneciente al Municipio de Ciudad del Vilna y organizado administrativamente en tres barrios (Jankiškės, Vilkpėdė, Žemieji Paneriai). El distrito se limita con los distritos municipales de Paneriai, Lazdynai, Karoliniškės, Žvėrynas, Naujamiestis y Naujininkai.

## Barrios
El distrito está formado por los siguientes 3 barriosː
- Jankiškės
- Vilkpėdė
- Žemieji Paneriai

## Galería

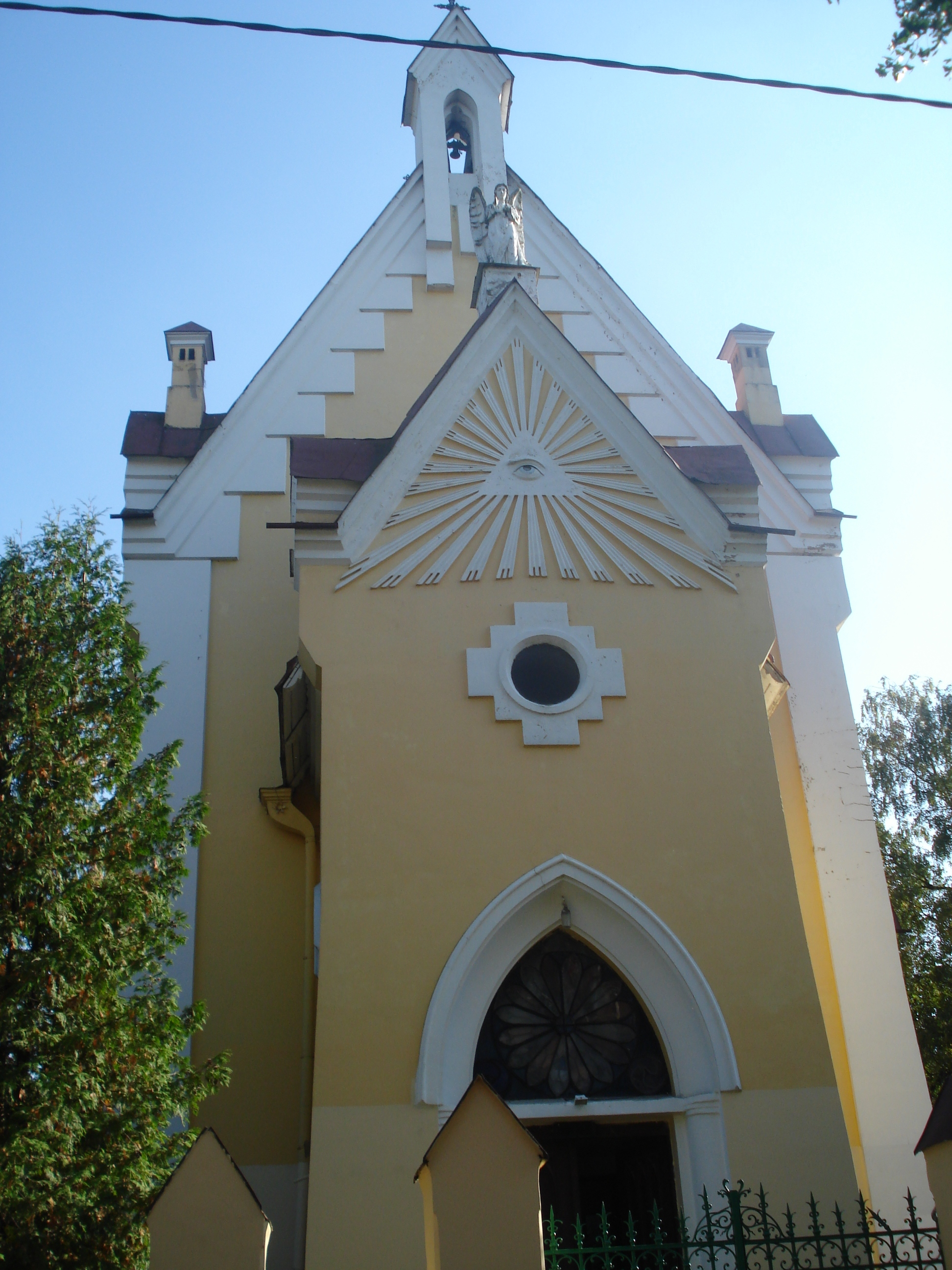
Iglesia de Dios Providencia, del Sagrado Corazón de Jesús
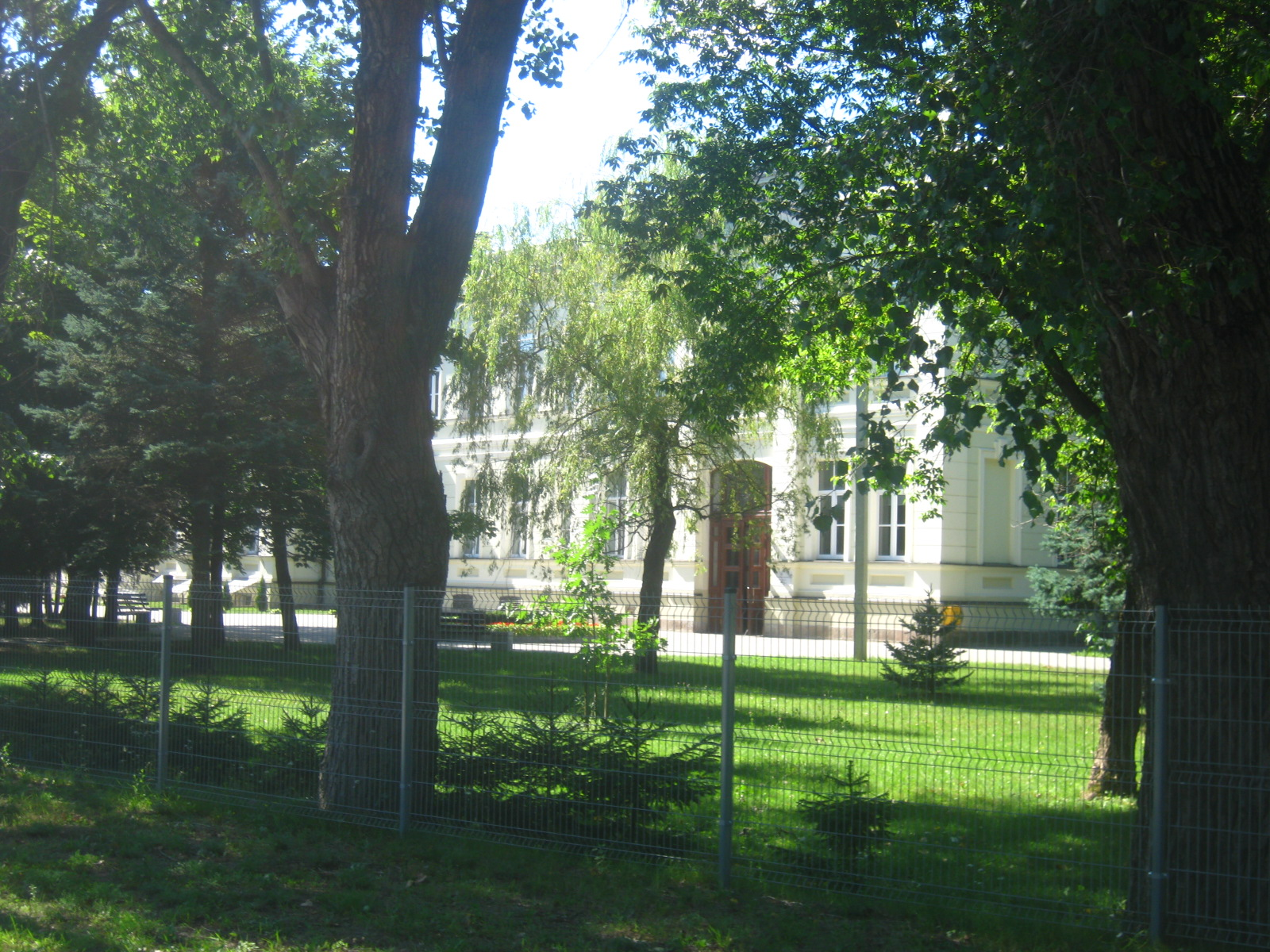
Hospital de Vilkpėdė
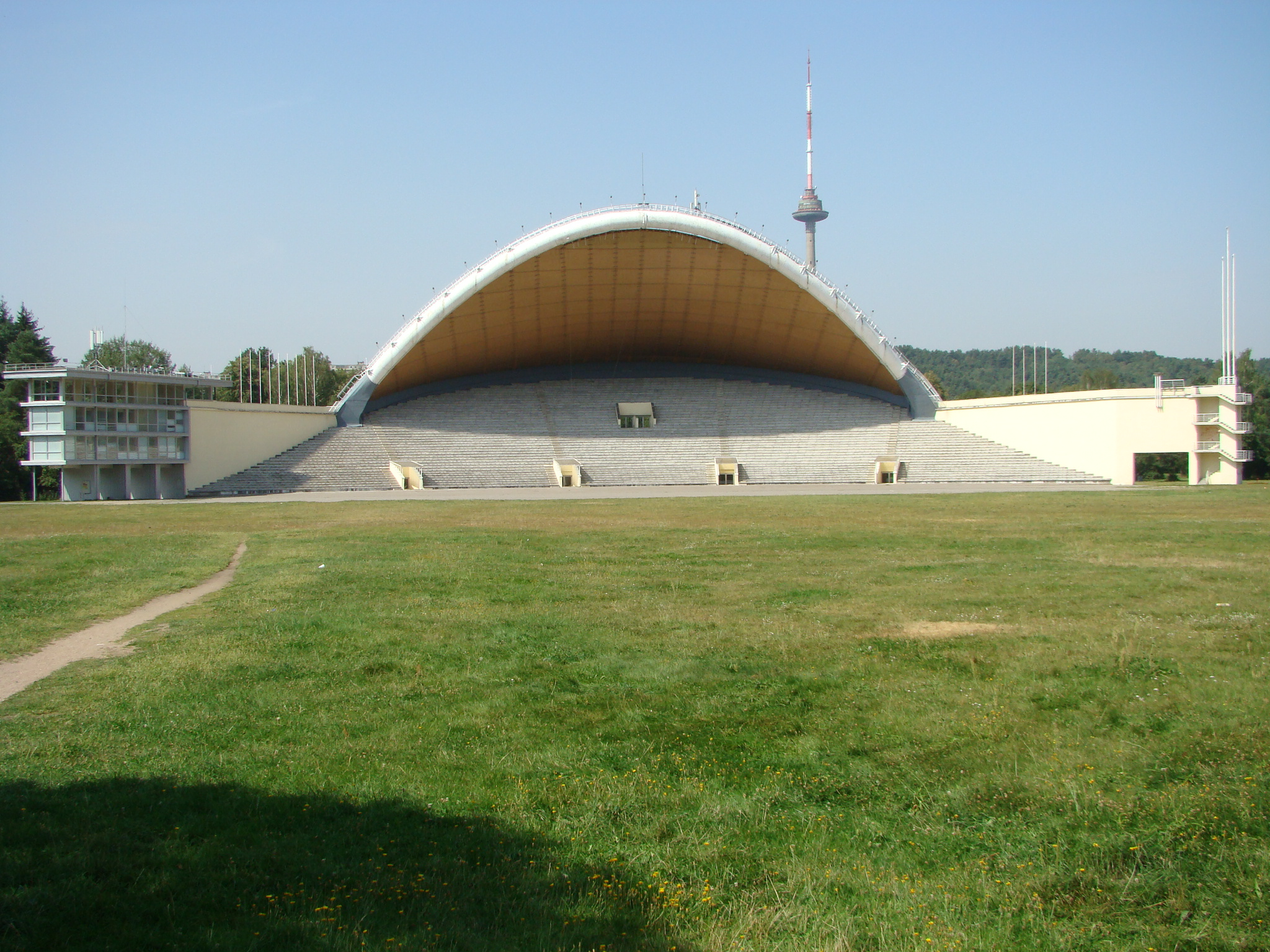
Estrado de parque de Vingis
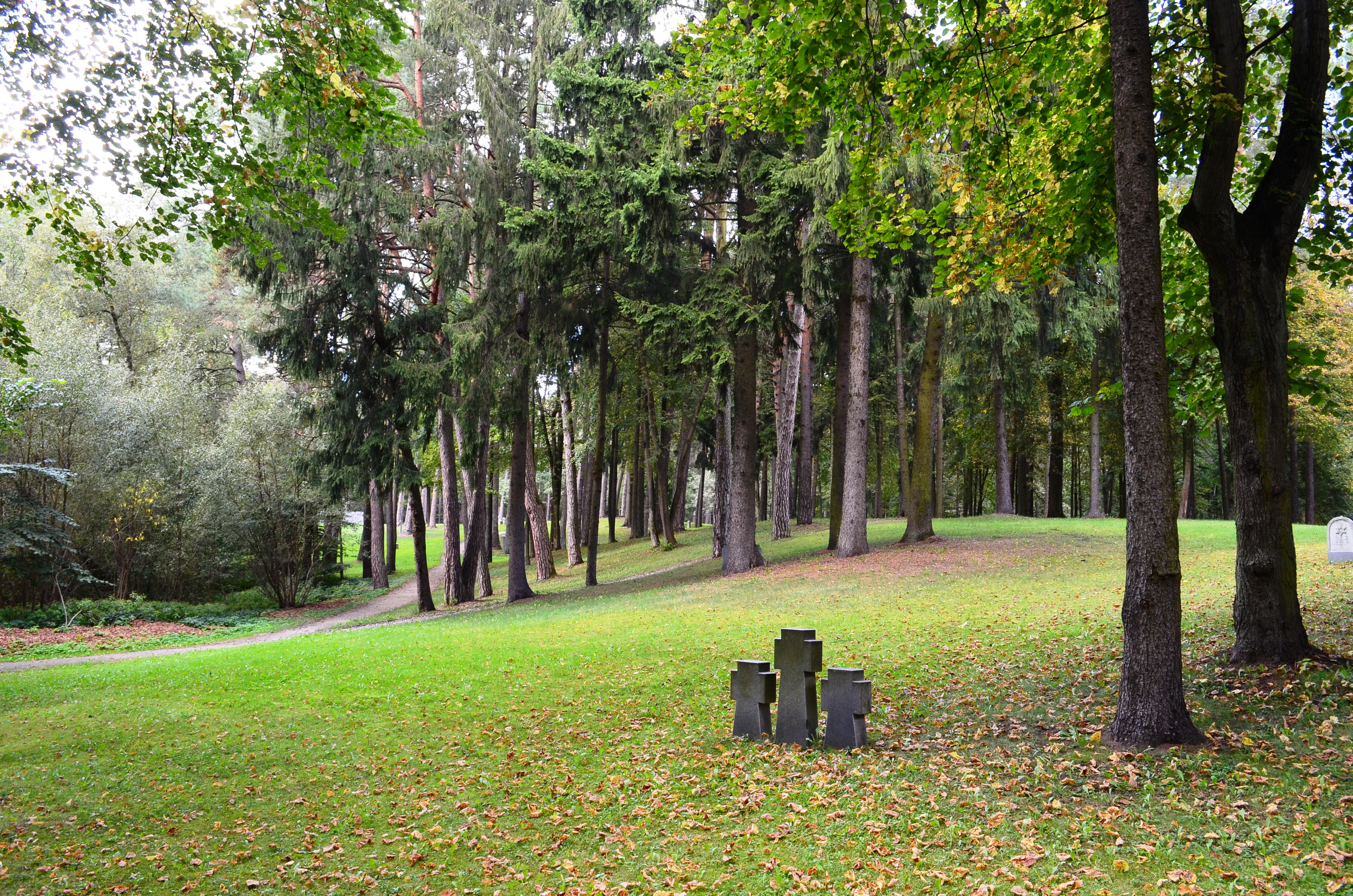
Cementerio Alemán de la Primera Guerra Mundial en parque de Vingis